# Gladiolus baumii
Gladiolus baumii  (лат.) — вид однодольных растений рода Гладиолус (Gladiolus) семейства Ирисовые (Iridaceae). Впервые описан немецким ботаником Германом Хармсом в 1903 году.

## Распространение и среда обитания
Эндемик Анголы.

## Ботаническое описание
Луковичный геофит.
Базальные листья многочисленные, голые, жилистые, узко-ланцетной формы.
Цветки собраны в колосовидное одностороннее соцветие. Околоцветник бледно-розового цвета.

## Синонимы
Синонимичные названия:
- Acidanthera pallida (Baker) Pax
- Gladiolus kubangensis Harms
- Gladiolus pallidus Baker nom. illeg.